# GSC3461-1323
GSC3461-1323 — хімічно пекулярна зоря спектрального класу B8, що має видиму зоряну величину в смузі V приблизно 11,3.
Вона  розташована на відстані близько 973,6 світлових років від Сонця.

## Пекулярний хімічний склад
GSC3461-1323 належить до Хімічно пекулярних зір з пониженим вмістом гелію 
й в її  зоряній атмосфері спостерігається нестача He у порівнянні з його вмістом в атмосфері Сонця.